# Kamion-Európa-bajnokság

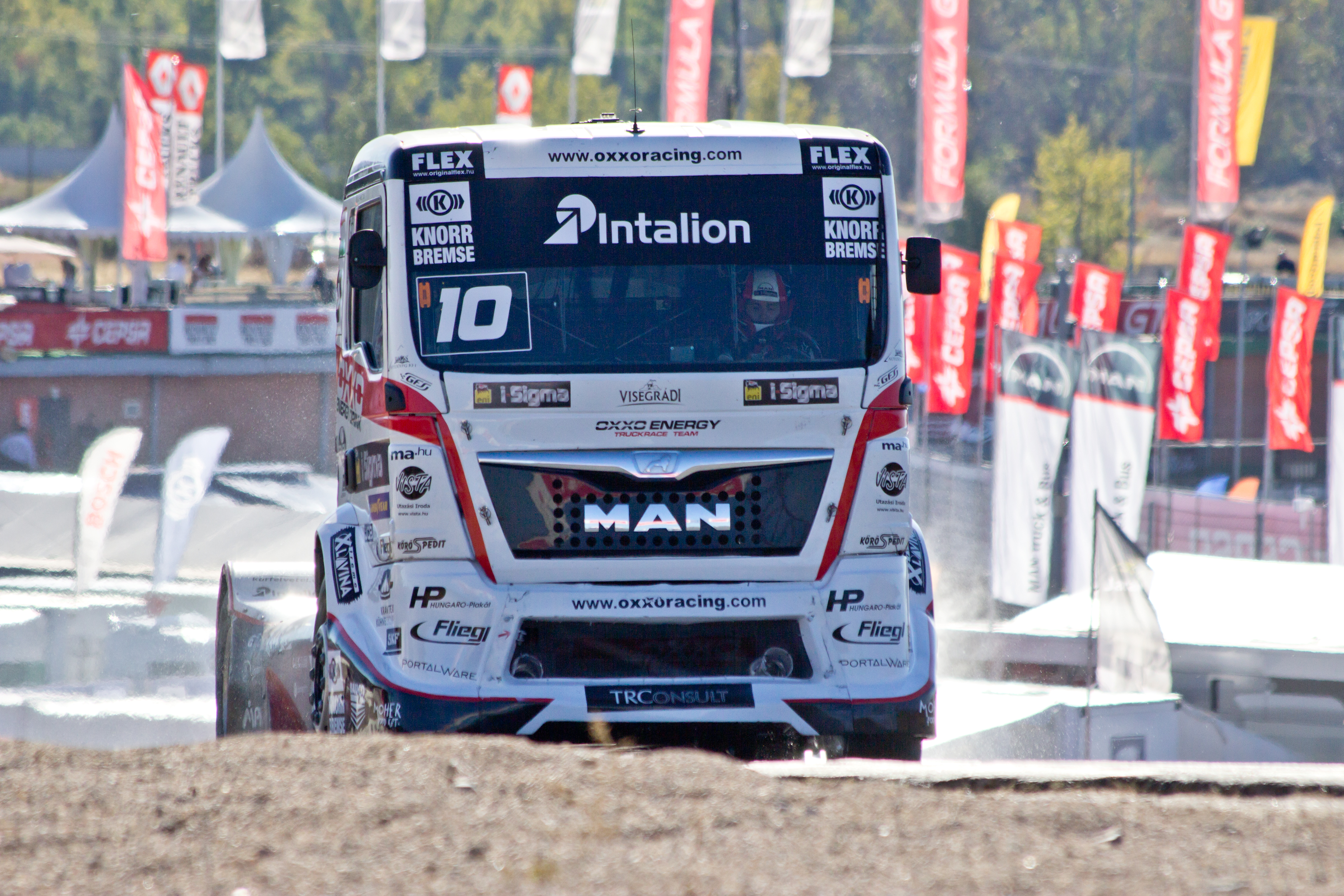
Kiss Norbert a 2013-as spanyol futamon, Jaramában

A kamion-Európa-bajnokság (hivatalos neve FIA European Truck Racing Championship, rövidítve FIA ETRC) egy, a Nemzetközi Automobil Szövetség (Fédération Internationale de l'Automobile - FIA) által működtetett kamionos versenysorozat.

## Versenyhétvége
A versenyhétvége szombati napján két 20 perces szabadedzés után az időmérő első szakasza, a Q1 következik, ami 20 perces, és az összes versenyző részt vesz benne. A Q1 10 legjobb versenyzője továbbjut az időmérő második szakaszába, a "Super Pole"-ba. Ebben a szakaszban 10 perc alatt eldöntik a rajtsorrend első tíz rajtpozícióját. Két 45 km (+/- 1 kör) versenytávú futamot rendeznek szombaton, az elsőre az időmérő eredménye alapján állnak fel a rajtrácsra a versenyzők. Az első futam után szünet - szerelési idő - következik, majd jön a második futam, ahol a rajtrácsot az első futam beérkezési sorrendje adja, méghozzá úgy, hogy az első nyolc beérkező versenyző sorrendjét megfordítják. Aki nyerte tehát az első futamot, az a nyolcadik helyről rajtolhat, aki második lett a hetedikről, és így tovább, tehát aki nyolcadik lett az első futamon, az rajtolhat az élről a második futamon.
Vasárnap egy 15 perces bemelegítő (warm-up) szakasszal kezdenek a versenyzők. A nap további menete megegyezik a szombati nappal. Minden futam után van eredményhirdetés.

### Pontrendszer
| Jelenlegi pontrendszer (2006–2014, 2016–) | Jelenlegi pontrendszer (2006–2014, 2016–) | Jelenlegi pontrendszer (2006–2014, 2016–) | Jelenlegi pontrendszer (2006–2014, 2016–) | Jelenlegi pontrendszer (2006–2014, 2016–) | Jelenlegi pontrendszer (2006–2014, 2016–) | Jelenlegi pontrendszer (2006–2014, 2016–) | Jelenlegi pontrendszer (2006–2014, 2016–) | Jelenlegi pontrendszer (2006–2014, 2016–) | Jelenlegi pontrendszer (2006–2014, 2016–) | Jelenlegi pontrendszer (2006–2014, 2016–) | Jelenlegi pontrendszer (2006–2014, 2016–) |
| ----------------------------------------- | ----------------------------------------- | ----------------------------------------- | ----------------------------------------- | ----------------------------------------- | ----------------------------------------- | ----------------------------------------- | ----------------------------------------- | ----------------------------------------- | ----------------------------------------- | ----------------------------------------- | ----------------------------------------- |
| Verseny                                   | 1.                                        | 2.                                        | 3.                                        | 4.                                        | 5.                                        | 6.                                        | 7.                                        | 8.                                        | 9.                                        | 10.                                       | 11. és hátrébb                            |
| 1.                                        | 20                                        | 15                                        | 12                                        | 10                                        | 8                                         | 6                                         | 4                                         | 3                                         | 2                                         | 1                                         | 0                                         |
| 2.                                        | 10                                        | 9                                         | 8                                         | 7                                         | 6                                         | 5                                         | 4                                         | 3                                         | 2                                         | 1                                         | 0                                         |
| 3.                                        | 20                                        | 15                                        | 12                                        | 10                                        | 8                                         | 6                                         | 4                                         | 3                                         | 2                                         | 1                                         | 0                                         |
| 4.                                        | 10                                        | 9                                         | 8                                         | 7                                         | 6                                         | 5                                         | 4                                         | 3                                         | 2                                         | 1                                         | 0                                         |

| Pontrendszer 2015-ben | Pontrendszer 2015-ben | Pontrendszer 2015-ben | Pontrendszer 2015-ben | Pontrendszer 2015-ben | Pontrendszer 2015-ben | Pontrendszer 2015-ben | Pontrendszer 2015-ben | Pontrendszer 2015-ben | Pontrendszer 2015-ben | Pontrendszer 2015-ben | Pontrendszer 2015-ben |
| --------------------- | --------------------- | --------------------- | --------------------- | --------------------- | --------------------- | --------------------- | --------------------- | --------------------- | --------------------- | --------------------- | --------------------- |
| Verseny               | 1.                    | 2.                    | 3.                    | 4.                    | 5.                    | 6.                    | 7.                    | 8.                    | 9.                    | 10.                   | 11. és hátrébb        |
| 1–4.                  | 20                    | 15                    | 12                    | 10                    | 8                     | 6                     | 4                     | 3                     | 2                     | 1                     | 0                     |

## Bajnokok

### 1985–1993

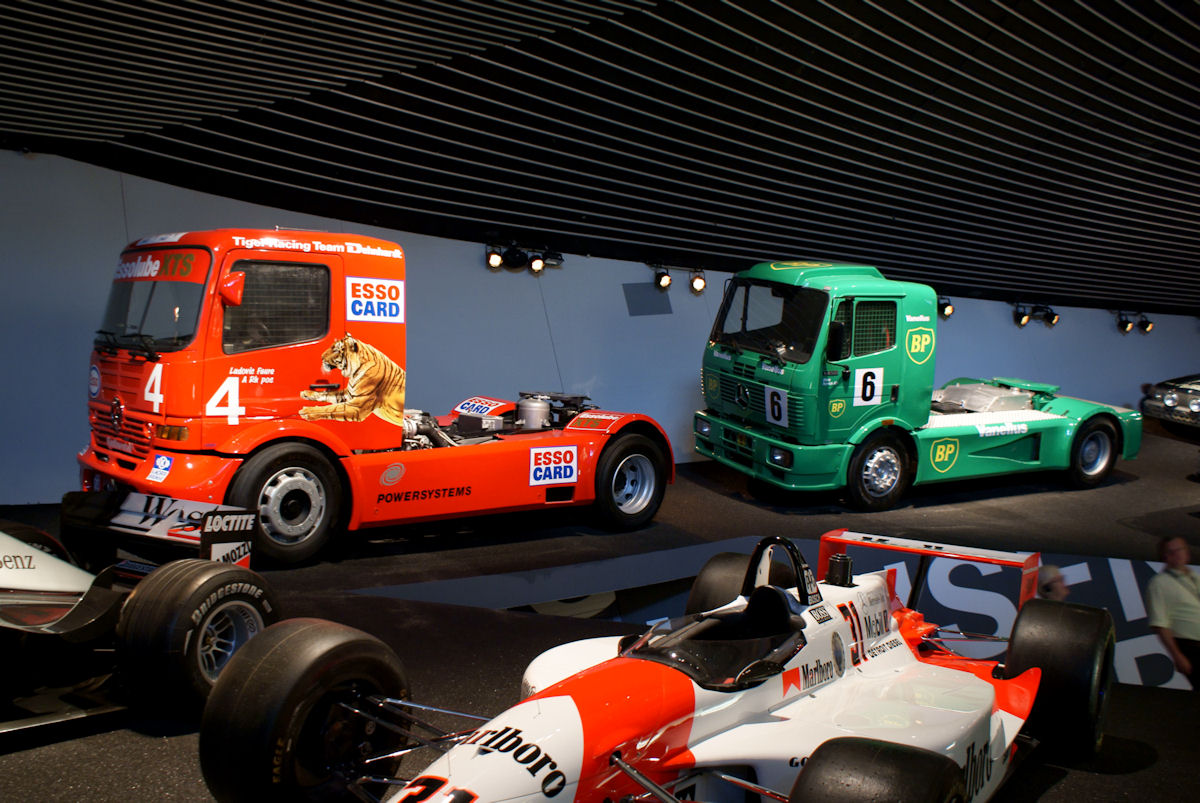
Ludovic Faure 2001-es Mercedes-Benz Atego típusú (balra), valamint Steve Parrish 1990-es Mercedes-Benz 1450 típusú versenykamionja (jobbra)

| Szezon | Class A        | Class A              | Class B           | Class B                | Class C        | Class C              |
| ------ | -------------- | -------------------- | ----------------- | ---------------------- | -------------- | -------------------- |
| 1985   | Rod Chapman    | Ford Cargo           | Richard Walker    | Leyland                | Yves Barrat    | Renault              |
| 1986   | Mel Lindsey    | Leyland Roadtrain    | Slim Borgudd      | Volvo White            | Curt Göransson | Volvo N12            |
| 1987   | Rod Chapman    | Ford Cargo           | George Allen      | Volvo White            | Slim Borgudd   | Volvo White          |
| 1988   | Gérard Cuynet  | Ford Cargo           | Curt Göransson    | Volvo N12              | Rolf Björk     | Scania T-143M        |
| 1989   | Rod Chapman    | Volvo N12            | Curt Göransson    | Volvo N12              | Thomas Hegmann | Mercedes-Benz 1450-S |
| 1990   | Axel Hegmann   | Mercedes-Benz        | Curt Göransson    | Volvo N12              | Steve Parrish  | Mercedes-Benz 1450   |
| 1991   | Richard Walker | Volvo White Aero     | Jokke Kallio      | Sisu SR 340            | Gerd Körber    | Phoenix MAN          |
| 1992   | Richard Walker | Volvo White Aero     | Jokke Kallio      | Sisu SR 340            | Steve Parrish  | Mercedes-Benz 1450-S |
| 1993   | Gérard Cuynet  | Mercedes-Benz 1733-S | Harri Luostarinen | Sisu SR 340 Revolution | Steve Parrish  | Mercedes-Benz 1450-S |

### 1994–2005 (FIA Truck Racing European Cup)
| Szezon | Super-Race-Truck     | Super-Race-Truck              | Race-Truck        | Race-Truck           |
| ------ | -------------------- | ----------------------------- | ----------------- | -------------------- |
| 1994   | Steve Parrish        | Mercedes-Benz 1834-S          | Boije Ovebrink    | Volvo NL12           |
| 1995   | Slim Borgudd         | Mercedes-Benz 1834-S          | Martin Koloc      | Sisu SR 340          |
| 1996   | Steve Parrish        | Mercedes-Benz 1834-S          | Martin Koloc      | Sisu SR 340          |
| 1997   | Harri Luostarinen    | Caterpillar TRD               | Heinz-Werner Lenz | Mercedes-Benz 1938-S |
| 1998   | Ludovic Faure        | Mercedes-Benz Atego Renntruck | Heinz-Werner Lenz | Mercedes-Benz 1938-S |
| 1999   | Fritz Kreutzpointner | MAN 18.423 FT                 | Heinz-Werner Lenz | Mercedes-Benz 1938-S |
| 2000   | Harri Luostarinen    | Caterpillar TRD               | Noël Crozier      | MAN 19.414           |
| 2001   | Fritz Kreutzpointner | MAN TR 1400                   | Lutz Bernau       | MAN 19.414           |
| 2002   | Gerd Körber          | Buggyra MK 002                | Egon Allgäuer     | MAN TGA              |
| 2003   | Gerd Körber          | Buggyra MK 002/B              | Lutz Bernau       | MAN TGA              |
| 2004   | Markus Oestreich     | VW Titan                      | Stuart Oliver     | MAN TGA              |
| 2005   | Ralf Druckenmüller   | VW Titan                      | Antonio Albacete  | MAN TGA              |

| Szezon | Super-Race-Truck B | Super-Race-Truck B |
| ------ | ------------------ | ------------------ |
| 2001   | Stan Matějovský    | Tatra              |

### 2006–napjainkig (FIA Truck Racing European Championship)

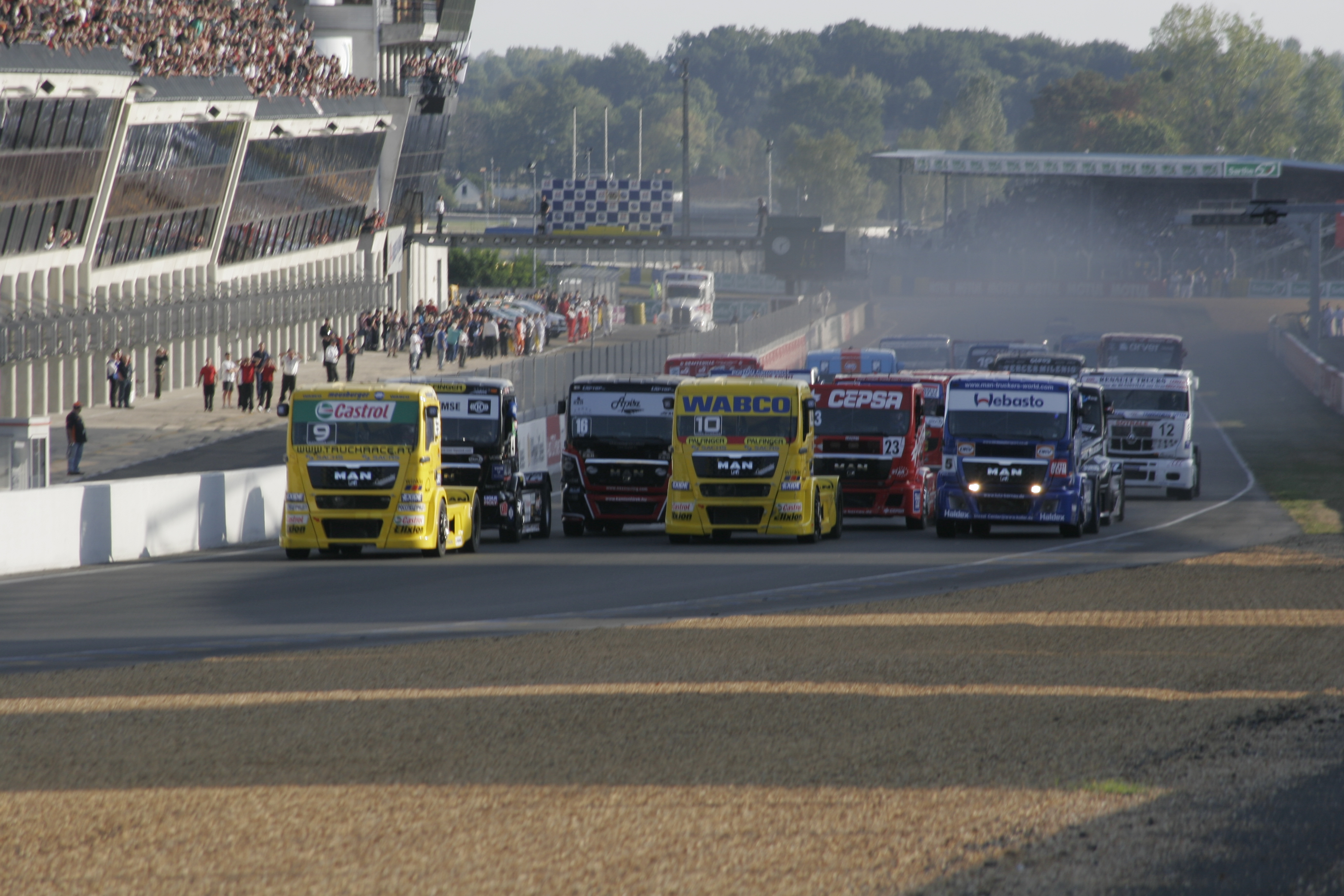
A 2009-es francia nagydíj második versenyének rajtja, Le Mans-ban

| Szezon | Versenyző           | Kamion              |
| ------ | ------------------- | ------------------- |
| 2006   | Antonio Albacete    | MAN TGA             |
| 2007   | Markus Bösiger      | Buggyra             |
| 2008   | David Vrsecky       | Buggyra             |
| 2009   | David Vrsecky       | Buggyra             |
| 2010   | Antonio Albacete    | MAN TGS             |
| 2011   | Jochen Hahn         | MAN TG              |
| 2012   | Jochen Hahn         | MAN TG              |
| 2013   | Jochen Hahn         | MAN TGS             |
| 2014   | Kiss Norbert        | MAN EVO IV          |
| 2015   | Kiss Norbert        | MAN EVO IV          |
| 2016   | Jochen Hahn         | MAN                 |
| 2017   | Adam Lacko          | Freightliner        |
| 2018   | Jochen Hahn         | IVECO Stralis       |
| 2019   | Jochen Hahn         | IVECO               |
| 2020   | Nem osztották ki[A] | Nem osztották ki[A] |
| 2021   | Kiss Norbert        | MAN Révész Racing   |
| 2022   | Kiss Norbert        | MAN Révész Racing   |
| 2023   | Kiss Norbert        | MAN Révész Racing   |
| 2024   | Kiss Norbert        | MAN Révész Racing   |

## Külső hivatkozások
- Hivatalos weboldal
- FIA ETRC a Facebookon
- FIA ETRC a YouTube-on
- Truckracing.de (németül)
- Truckrace.es (spanyolul)